# خالف والديه

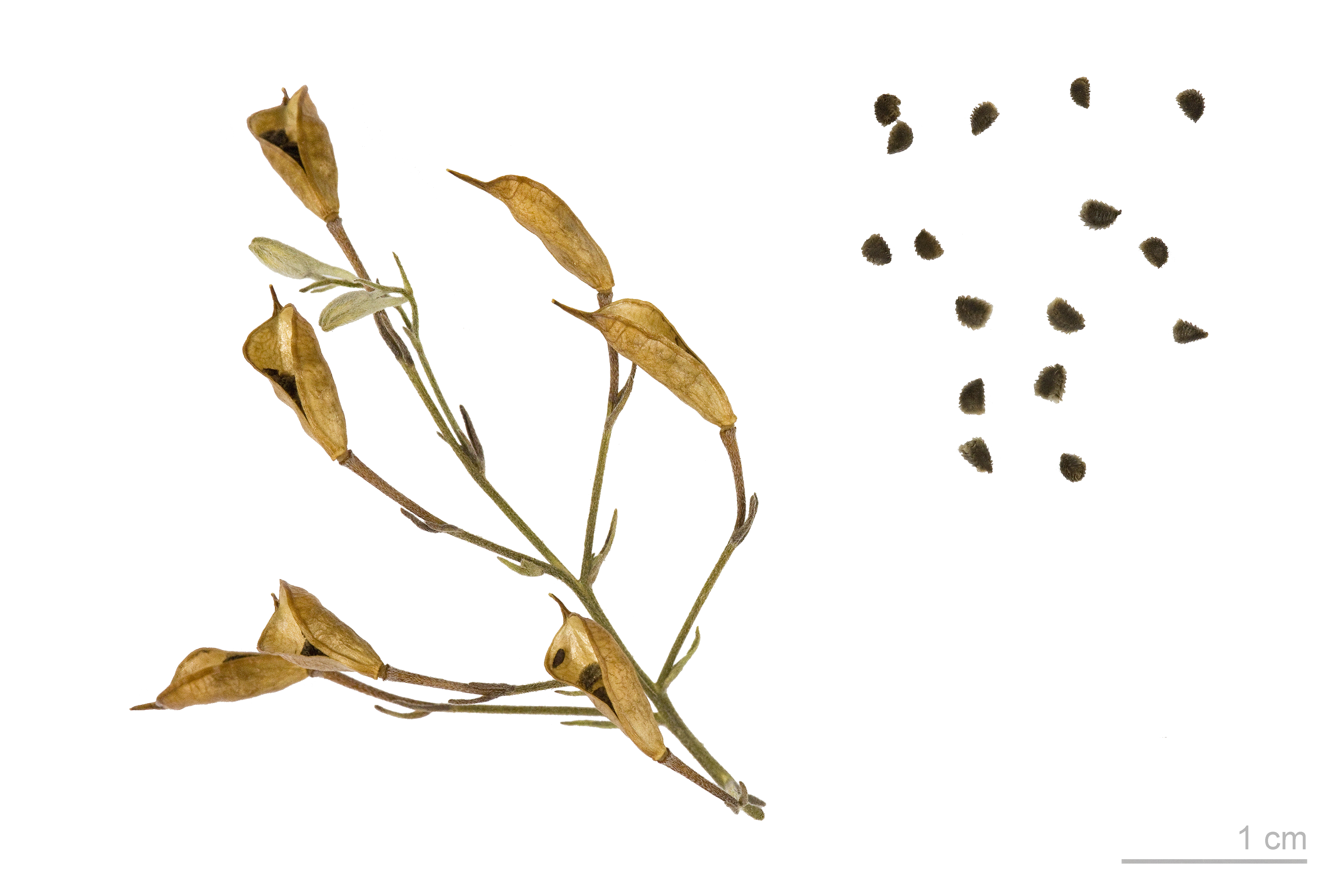
خالف والديه

خالِف والديه أو رِجل القبرة أو عائق الحدائق أو العائق (الاسم العلمي: Consolida regalis) هو نبات عشبي سنوي ينتمي إلى جنس Consolida [الإنجليزية] من فصيلة الحوذانية.

## توزيع
تعود أصول النبات إلى:
- غرب آسيا: تركيا، جورجيا، غرب سيبيريا.
- شمال أوروبا - الدنمارك؛ فنلندا؛ السويد؛ إستونيا ؛ لاتفيا. ليتوانيا.
- وسط أوروبا - النمسا ؛ بلجيكا ؛ جمهورية التشيك ؛ ألمانيا؛ هنغاريا؛ هولندا؛ بولندا ؛ سلوفاكيا ؛ سويسرا.
- شرق أوروبا - بيلاروسيا ؛ إستونيا ؛ لاتفيا. مولدوفا. الاتحاد الروسي - الجزء الأوروبي ؛ أوكرانيا .
- جنوب شرق أوروبا - ألبانيا ؛ البوسنة والهرسك؛ بلغاريا ؛ كرواتيا ؛ اليونان ؛ إيطاليا ؛ مقدونيا. الجبل الأسود. رومانيا ؛ صربيا ؛ سلوفينيا.
- جنوب غرب أوروبا - فرنسا .

## معرض الصور
|  |  |  |  |  |